# Jean Alexandre Le Mat
Jean Alexandre Le Mat – francuski (choć podawał się za kreola) doktor i wynalazca, twórca autorskiego rewolweru kapiszonowego.